# Pedro Carmona
Pedro Francisco Carmona Estanga (Barquisimeto, Lara; 6 de julio de 1941) es un político, economista y empresario venezolano. Fue presidente de la patronal Fedecámaras y presidente de facto de Venezuela durante 47 horas tras el golpe de Estado de 2002.
Después de sancionar la controversial Acta de Constitución del Gobierno de Transición Democrática y Unidad Nacional, fue destituido y el gobierno de Hugo Chávez fue restaurado. Carmona fue juzgado y encarcelado con casa por cárcel, de donde escapó hacia Colombia.

## Biografía

### Formación académica
Nació en Barquisimeto, estado Lara, el 6 de julio de 1941. Se graduó en 1964 de la Universidad Católica Andrés Bello en Economía e hizo estudios de postgrado en la Universidad Libre de Bruselas.

### Carrera empresarial
Fue elegido presidente de Fedecámaras en julio de 2001 para el periodo 2001-2003. Antes había ocupado diversos cargos públicos y privados, destacando su labor como director de empresas privadas de petroquímica, entre las que se pueden destacar Aditivos Orinoco (1989-1993), Química Venoco (1989-2000), Industrias Venoco (1990-2000) y Promotora Venoco (2001). Su abuelo fue el fundador de El Impulso de Barquisimeto.[cita requerida]
Participó en el comité directivo del reconocido Instituto de Estudios Superiores de la Administración de Empresas (IESA), Corporación Andina de Fomento (CAF), el Instituto de Comercio Exterior (ICE) y el Sistema Económico Latinoamericano y del Caribe (SELA). Escribió artículos de opinión el diario El Universal de Caracas, dejando clara su postura antichavista. Recibió importantes condecoraciones latinoamericanas: Orden del Sol del Perú, la Orden Nacional del Mérito de Colombia y la Orden Bernardo O'Higgins de Chile.

### Presidencia de Venezuela

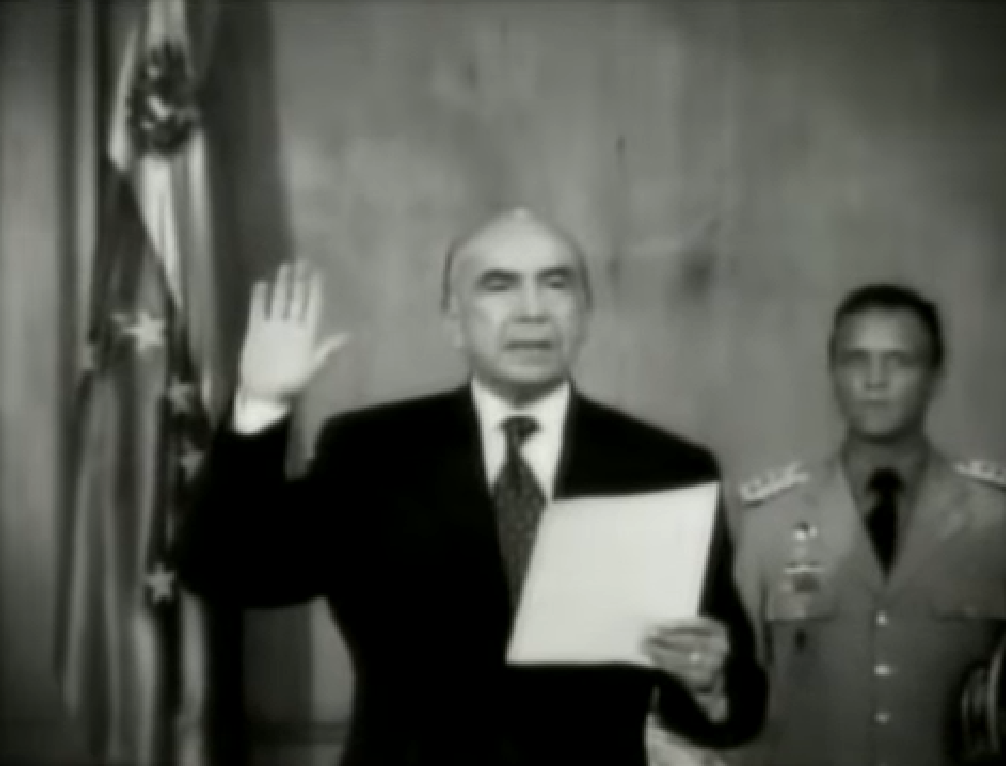
Carmona juramentándose.

Carmona asumió la presidencia de Venezuela de facto al participar, junto con un grupo de generales y civiles afines, en un debatido golpe de Estado, conocido popularmente en Venezuela como el «Carmonazo», contra el gobierno de Hugo Chávez el 11 de abril de 2002, asumiendo un día después el cargo de «Presidente de la República», luego de autojuramentarse, en un supuesto Gobierno de transición democrática y unidad nacional mediante la implementación del llamado Decreto Carmona.

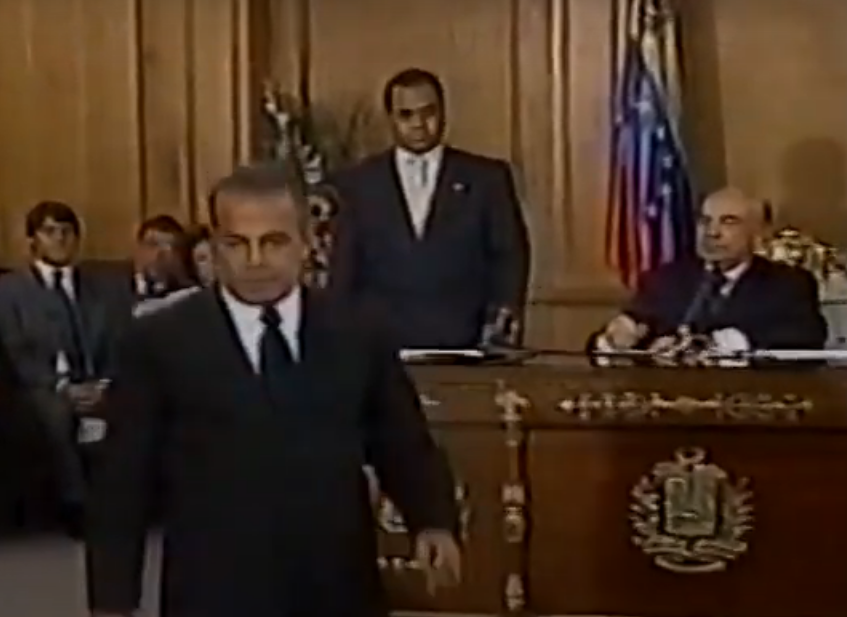
Firma del Acta de Constitución del Gobierno de Transición Democrática y Unidad Nacional.

Su primer decreto consistió en la derogación de la Constitución de 1999 y las 49 leyes habilitantes decretadas por Chávez en el marco de la Ley Habilitante (Artículo 9°). Disolvió los demás poderes públicos, el Tribunal Supremo de Justicia, la Fiscalía General de la República, la Defensoría del Pueblo, el Consejo Nacional Electoral, la Asamblea Nacional (Artículo 3°) y la Contraloría General de la República. Declaró ilegal el marco jurídico vigente que colindara o chocara con el decreto (Artículo 10°), cambió el nombre del país a República de Venezuela (Artículo 2°), creó un consejo consultivo de 35 integrantes asesor del presidente, se facultó para remover autoridades electas en el nivel nacional, estatal y municipal (Artículo 7°) y puso fin al convenio de cooperación con Cuba, mediante el cual Venezuela proporcionaba 55 000 barriles diarios de combustible con posibilidades de pago con servicios que incluían médicos, entrenadores deportivos, profesores, investigadores u otros, en especial relativos a las misiones bolivarianas.
En cuanto al gabinete ejecutivo se conocen 17 de los cargos ministeriales y sus posibles ocupantes para el gobierno de facto de Pedro Carmona. Cabe destacar que ninguno de los ministros y funcionarios que se planteaban alcanzaron a juramentarse, y por lo tanto no asumieron funciones oficialmente «de facto».

#### Reacción internacional a su presidencia
El gobierno español de José María Aznar y el gobierno estadounidense de George Bush emitieron un comunicado conjunto en el que decían, textualmente que «Los gobiernos de Estados Unidos y de España, en el marco de su diálogo político reforzado, siguen los acontecimientos que se desarrollan en Venezuela con gran interés y preocupación, y en contacto continuo». Los dos gobiernos «declaran su rechazo a los actos de violencia que han causado una cantidad de víctimas», «expresan su pleno respaldo y solidaridad con el pueblo de Venezuela» y «expresan su deseo de que la excepcional situación que experimenta Venezuela conduzca en el plazo más breve a la normalización democrática plena».
El presidente de El Salvador, Francisco Flores, realizó diversos gestos de su reconocimiento al nuevo gobierno. El presidente de Colombia, Andrés Pastrana, habló telefónicamente con Carmona, cuyo gobierno también contó con apoyo adicional de Ecuador, Costa Rica y Nicaragua dentro de la OEA en un intento de que esa entidad lo reconociera oficialmente.
Los presidentes de países miembros del Grupo de Río condenaron la ruptura del orden constitucional en Venezuela y pidieron al secretario general de la OEA, César Gaviria, convocar a una reunión urgente del Consejo Permanente del organismo, para analizar la situación y definir una posición al respecto. La Comisión Interamericana de Derechos Humanos, por otra parte, declinó pronunciarse al respecto. También lamentaron la interrupción del proceso democrático en Venezuela, el presidente argentino, Eduardo Duhalde, el vicepresidente nicaragüense José Rizo Castellón, el primer ministro de Belice, Said Musa, y la Cancillería de Brasil.
«México y Chile impidieron en abril de 2002 que prosperaran iniciativas de Estados Unidos, España, Colombia y El Salvador para que tuviera éxito el golpe de Estado contra el presidente venezolano, Hugo Chávez», declaró posteriormente el entonces canciller de México Jorge Castañeda. En el caso chileno, en primera instancia, el embajador chileno, en forma apresurada y sin consultar a Santiago, reconoció al nuevo gobierno de facto; luego el gobierno chileno desmintió a su embajador expresando el rechazo al golpe en Venezuela y la negativa a reconocer al nuevo gobierno de facto. El embajador chileno fue destituido y expulsado del servicio diplomático. El gobierno argentino de Eduardo Duhalde y el gobierno cubano de Fidel Castro manifestaron en todo momento su negativa a reconocer la legitimidad de Carmona.

### Arresto y escape
La reacción de simpatizantes de Chávez restaura el gobierno anterior el 13 de abril de 2002, apenas un día después de haber asumido el cargo. Fue detenido por la policía militar y llevado a Fuerte Tiuna y luego puesto en arresto domiciliario, de donde escapó, refugiándose en la embajada de Colombia, país que luego le otorgó asilo. La posterior permanencia de Carmona bajo asilo en Colombia ha contribuido a mantener cierto grado de tensión entre ambos países. El tema se menciona más a nivel de la política interna venezolana y frente a los medios de comunicación de ambos países que en el plano diplomático oficial.
En el 2002, tras haber obtenido el asilo político en Colombia, se integró a la Universidad Sergio Arboleda como profesor en la facultad de comunicación social, posteriormente fue catedrático en la facultad de derecho de la misma universidad. También ocupó cargos de rector seccional de la Universidad Libre (Colombia) en Pereira y decano de la facultad de derecho de la Universidad San Martín, hasta llegar a Director de Maestrías de la Universidad Sergio Arboleda.
Se desempeña en la actualidad como Director de la Maestría en Administración de Negocios (MBA) en la Universidad Sergio Arboleda de Bogotá, Colombia (país que le concedió asilo), y como profesor-investigador a tiempo completo en la misma universidad.

## Críticas y apoyos
Además de la condena internacional de muchos países, existen acusaciones de violaciones tanto a los derechos humanos como a la libertad de prensa; el silencio voluntario de información de los medios de comunicación privados venezolanos y el cierre de transmisión impuesto a los medios de comunicación pertenecientes al Estado (especialmente el canal 8, Venezolana de Televisión).
Carmona y sus seguidores argumentan que la supuesta renuncia del presidente Chávez habría sido producto de los asesinatos cometidos en las horas previas, de los que responsabilizaron en los medios privados a los círculos bolivarianos del partido de gobierno, así como de diversas violaciones a los derechos humanos cometidas a su juicio por la administración de Chávez. Esto habría provocado, según esta tesis, un vacío de poder que habría dado lugar a un gobierno provisional; esta tesis requiere dejar de lado todo lo dispuesto en la Constitución venezolana de 1999, incluyendo los supuestos de sucesión constitucional, en la persona del entonces vicepresidente Diosdado Cabello.
Sectores de la oposición a Chávez, incluyendo partidos políticos, medios de comunicación privados, parte de la Iglesia católica, gran número de empresarios y algunos sindicatos —como la CTV— mantienen la teoría que el gobierno de Carmona no fue inconstitucional sino que llenó un vacío de poder producto de la declaración pública emitida por el entonces inspector general de la Fuerza Armada del gobierno de Chávez, General en Jefe Lucas Rincón, quien textualmente dijo:

...Se le solicitó, al señor Presidente de La República, la renuncia de su cargo, la cual aceptó...
General en Jefe Lucas Rincón, Inspector General de la Fuerza Armada

Una carta de Chávez publicada el 13 de abril de 2002 rechaza la afirmación.
Existe un intenso debate sobre la denominación de estos hechos, entre las tesis del «vacío de poder» y la de «golpe de Estado», al disolverse los poderes públicos con el llamado «Decreto Carmona». Ha sido el presidente con el menor tiempo en el poder Ejecutivo de Venezuela. Actualmente vive asilado en Colombia.

## Obras
- El proceso de industrialización en el Grupo Andino (1982).
- Mi testimonio ante la historia (2004) Editorial Actum, segunda edición (2005). Biblioteca jurídica Diké.
- Las relaciones económicas colombo-venezolanas: un caso relevante y complejo de integración en América Latina (2010), Fondo de publicaciones Universidad Sergio Arboleda.